# لورين هيمب
لورين هيمب (مواليد 7 أغسطس 2000) هي لاعبة كرة قدم إنجليزية تلعب في مركز المهاجم في نادي مانشستر سيتي.

## روابط خارجية
- لورين هيمب على موقع الاتحاد الأوربي (الإنجليزية)
- لورين هيمب على موقع قاعدة بيانات كرة القدم.إي يو (الإنجليزية)
- لورين هيمب على موقع Soccerway.com (الإنجليزية)
- لورين هيمب على موقع عالم كرة القدم.نت (الإنجليزية)
- لورين هيمب على موقع أوليمبيديا (الإنجليزية)
- لورين هيمب على موقع اللجنة الأولمبية البريطانية (الإنجليزية)